# Schizotetranychus setariae
Schizotetranychus setariae är en spindeldjursart som beskrevs av Meyer 1987. Schizotetranychus setariae ingår i släktet Schizotetranychus och familjen Tetranychidae. Inga underarter finns listade i Catalogue of Life.